# Bernsbach
Bernsbach è una frazione della città di Lauter-Bernsbach nella Sassonia, in Germania.
La città di Lauter-Bernsbach è stata costituita il 1º gennaio 2013 dalla fusione di Lauter/Sa e di Bernsbach.
Appartiene al circondario (Landkreis) di Erzgebirgskreis (targa ERZ).